# Parco nazionale del Teide
Il Parco nazionale del Teide occupa la parte più alta dell'isola di Tenerife, nella regione delle Isole Canarie. Istituito nel 1954, è il più grande e il più antico parco nazionale delle Canarie. Dopo differenti ampliamenti la sua superficie è di 18.990 ettari.
È il parco nazionale più visitato in Europa e uno dei più visitati nel mondo. Nel 2016, è stato visitato da 4,079,823 visitatori e turisti che raggiungono un livello record.

## Storia
Il Parco Nazionale del Teide Archiviato il 26 marzo 2020 in Internet Archive. ha un ampio valore storico. Questo posto aveva un importante significato spirituale per i Guanches, le antiche popolazioni indigene dell'arcipelago. Nel Parco esistono significativi giacimenti archeologici.
Nel 1798, si produsse l'ultima eruzione che formò le cosiddette "Narici del Teide"; l'eruzione portò all'espulsione di 12 milioni di metri cubi di lava, fino al Pico Viejo.
Nel 1989 fu concesso al Parco Nazionale da parte del Consiglio d'Europa il Diploma Europeo nella massima categoria. Per celebrare il cinquantesimo anniversario della sua trasformazione in Parco Nazionale, il parco è stato candidato per la nomina a Patrimonio dell'umanità dell'UNESCO, avvenuta il 28 giugno 2007.

## Territorio

Il Parco nazionale del Teide in 3D

Il Parco si sviluppa in un intervallo di altitudine compreso tra i 2.000 m s.l.m. e i 3.718 m della cima del Teide.
Geologicamente il territorio è formato da due grandi depressioni, las Cañadas del Teide, divise da un suggestivo allineamento roccioso: Los Roques de García; le due depressioni formano una caldera di circa 17 km di diametro sulla quale poggiano il Pico del Teide e il Pico Viejo.
Numerose colate laviche, insieme alla montagna e i vulcani sparsi in tutto il parco, formano un paesaggio caratteristico.Montaña de Guajara, lo Llano Ucanca, i Roques de Garcia e Pico Viejo sono esempi importanti che caratterizzano il paesaggio naturale.
Il Parco possiede 11 habitat di interesse comunitario, che occupano il 75% della superficie totale.
È il Parco Nazionale spagnolo che ha ricevuto più visitatori/anno. I dati dell'anno 2004, cioè 3,5 milioni di visitatori annuali, sono superiori a quelli di tutti i vulcani del mondo, tranne il Fuji in Giappone.

## Flora
La flora del parco è stata studiata da scienziati come Alexander von Humboldt e Eric R. Sventenius.
Nell'area protetta si registrano un totale di 168 specie di piante vascolari. Di queste 58 sono endemiche delle Canarie e 12 sono endemismi puntiformi del Parco.

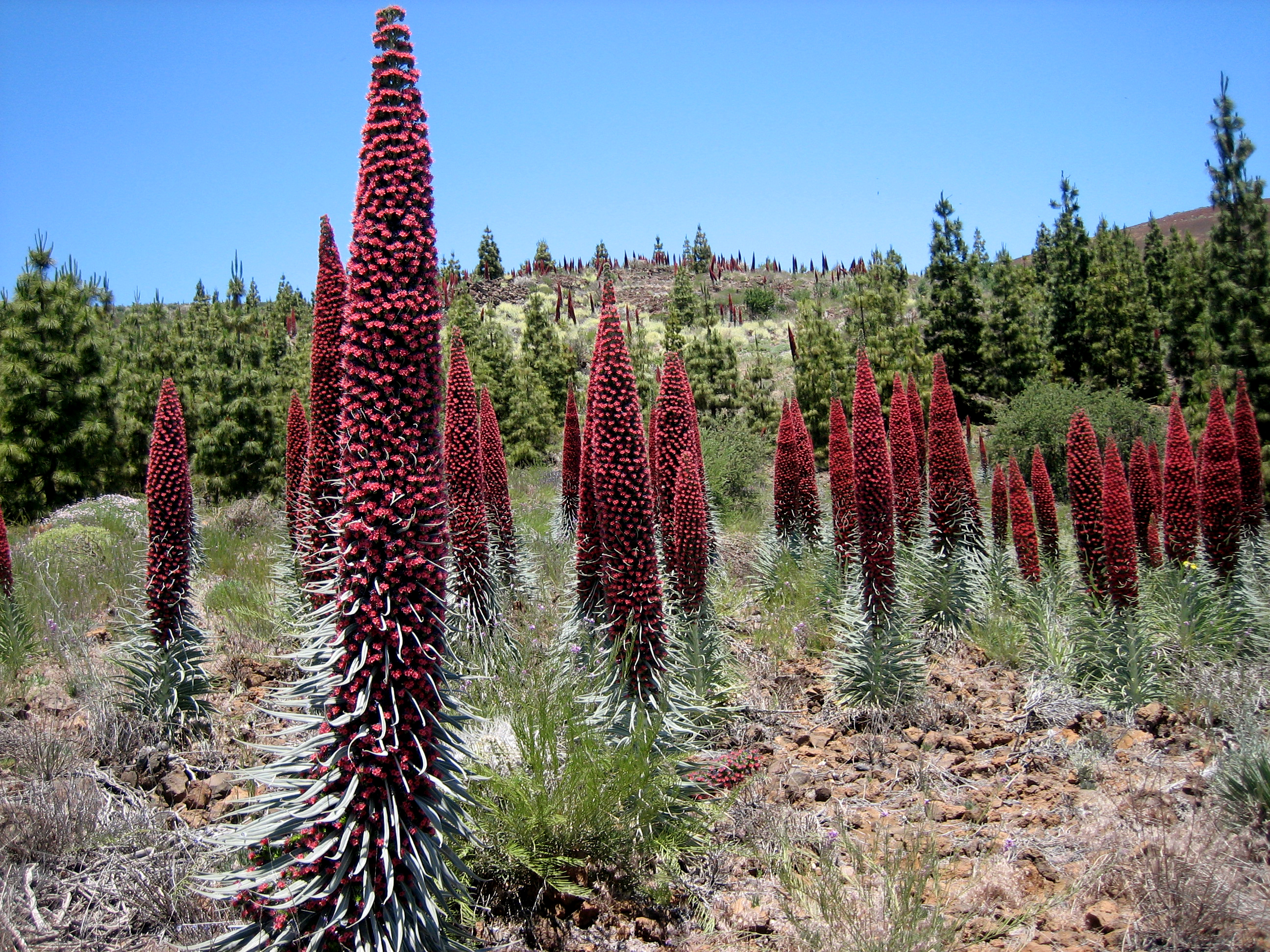
Fioritura di tajinastes rojos (Echium wildpretii)

La specie più caratteristica del paesaggio del Parco è la retama del Teide (Spartocytisus supranubius), una ginestra dai fiori bianchi, che talora forma dense associazioni con Adenocarpus viscosus. Altra specie molto caratteristica è l'endemica viperina rossa, localmente nota come tajinaste rojo (Echium wildpretii), che con le sue infiorescenze rosse alte fino a 1,5 m, domina il paesaggio nei mesi di maggio e giugno. Più piccolo e meno appariscente è il tajinaste picante (Echium auberianum) con infiorescenze azzurre. Altri endemismi abbastanza comuni sono la hierba pajonera (Descurainia bourgaeana), una brassicacea dai vivaci fiori gialli, e la margherita del Teide (Argyranthemum tenerifae), che è una delle specie che arriva a maggiori altitudini, sino ai 3.500 m s.l.m.
Altri endemismi meritevoli di essere menzionati sono l'alhelí del Teide (Erysimum scoparium), la tonática (Nepeta teydea), la violetta del Teide (Viola cheiranthifolia), il raro edelweiss del Teide (Laphangium teydeum), il ginepro delle Canarie (Juniperus cedrus), il moralito (Rhamnus integrifolia), il cardo de plata (Stemmacantha cynaroides), il rosal del guanche (Bencomia exstipulata).

## Fauna
Gli unici mammiferi autoctoni del parco sono i pipistrelli tra cui si annoverano il molosso di Cestoni (Tadarida teniotis), la nottola minore (Nyctalus leisleri), il pipistrello di Savi (Hypsugo savii) e gli endemici pipistrello di Madeira (Pipistrellus maderensis) e orecchione di Tenerife (Plecotus teneriffae).

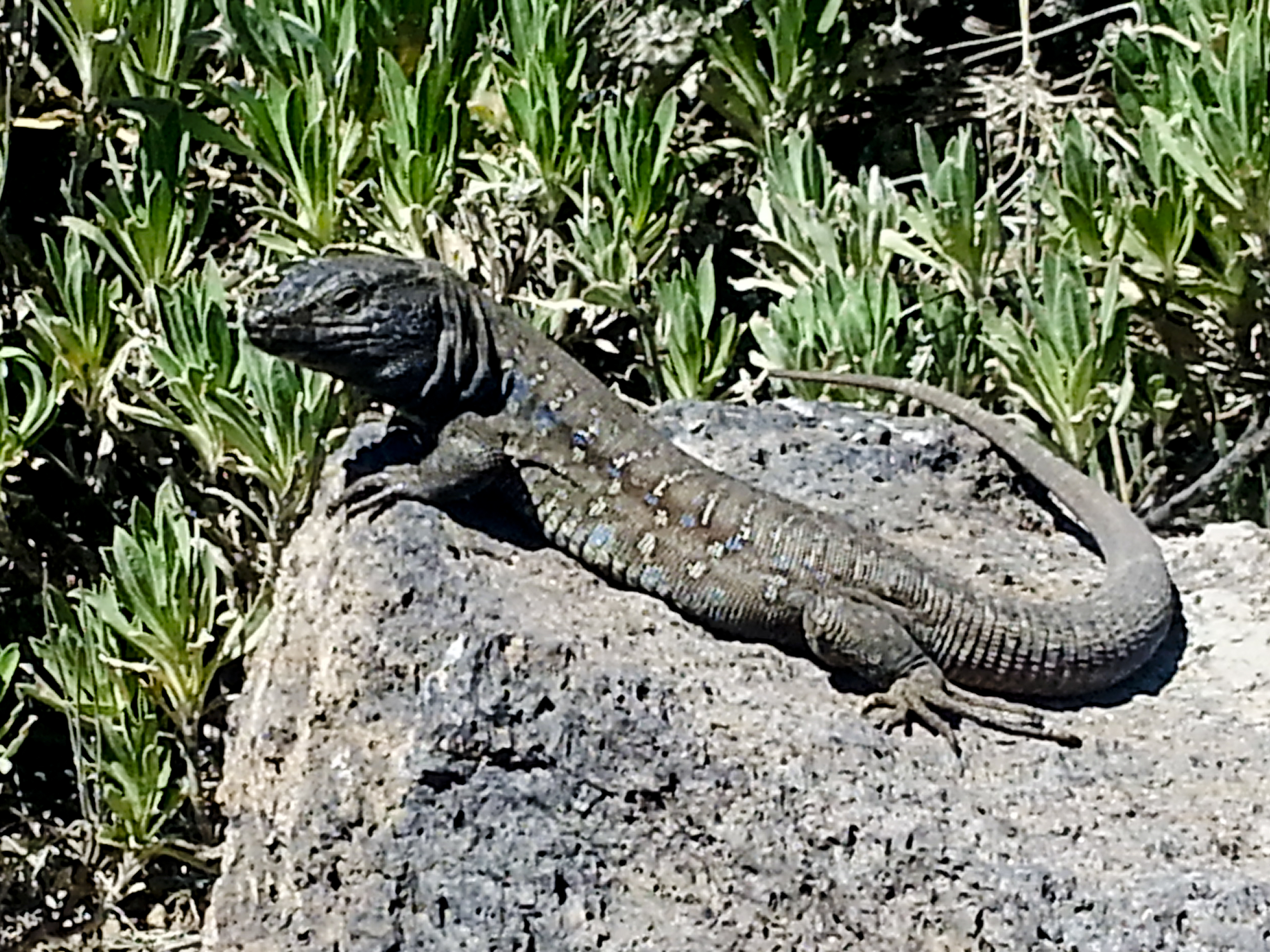
Maschio di Gallotia galloti galloti fotografato a El Portillo.

Tra i rettili osservabili all'interno del parco il più comune è l'endemica lucertola di Tenerife (Gallotia galloti galloti), facilmente osservabile in primavera ed estate; più rari ed elusivi sono lo scinco delle Canarie occidentali (Chalcides viridanus) e la tarantola di Tenerife (Tarentola delalandii), con abitudini crepuscolari-notturne.
L'avifauna del parco comprende una ventina di entità tra cui una sottospecie endemica del gheppio comune (Falco tinnunculus canariensis), il cui areale è ristretto alle Canarie occidentali e a Madeira, il falco di Barberia  (Falco pelegrinoides), l'averla meridionale  (Lanius meridionalis koenigi), nonché numerose specie di passeriformi, tra cui il luì piccolo delle Canarie  (Phylloscopus canariensis), la cinciarella delle Canarie (Cyanistes teneriffae), il fringuello azzurro di Tenerife (Fringilla teydea) e il canarino (Serinus canaria). Vanno inoltre citati il rondone di pianura (Apus unicolor) e il calandro di Berthelot (Anthus berthelotii), entrambi endemismi condivisi con il vicino arcipelago di Madeira.
È da ricordare l'importanza, la numerosità e l'esclusività della fauna invertebrata. Secondo recenti stime, il parco ospita oltre un migliaio di specie, delle quali il 45% sono endemiche delle Canarie, e tra queste il 9,2 % sono esclusive di Tenerife e un 6,8 % sono endemismi ristretti del parco. Tra gli endemismi meritano una citazione la farfalla Cyclyrius webbianus (Lycaenidae), facilmente osservabile in gran parte del parco, e il coleottero Pimelia ascendens (Tenebrionidae), che si alimenta di materia organica in decomposizione. Numerosi anche gli invertebrati troglobi, il cui areale è circoscritto a singole caverne: solo nella Cava delle Roques de García sono stati descritti una ventina di questi organismi, tra cui il ragno Dysdera gollumi (Dysderidae).

## Punti di interesse

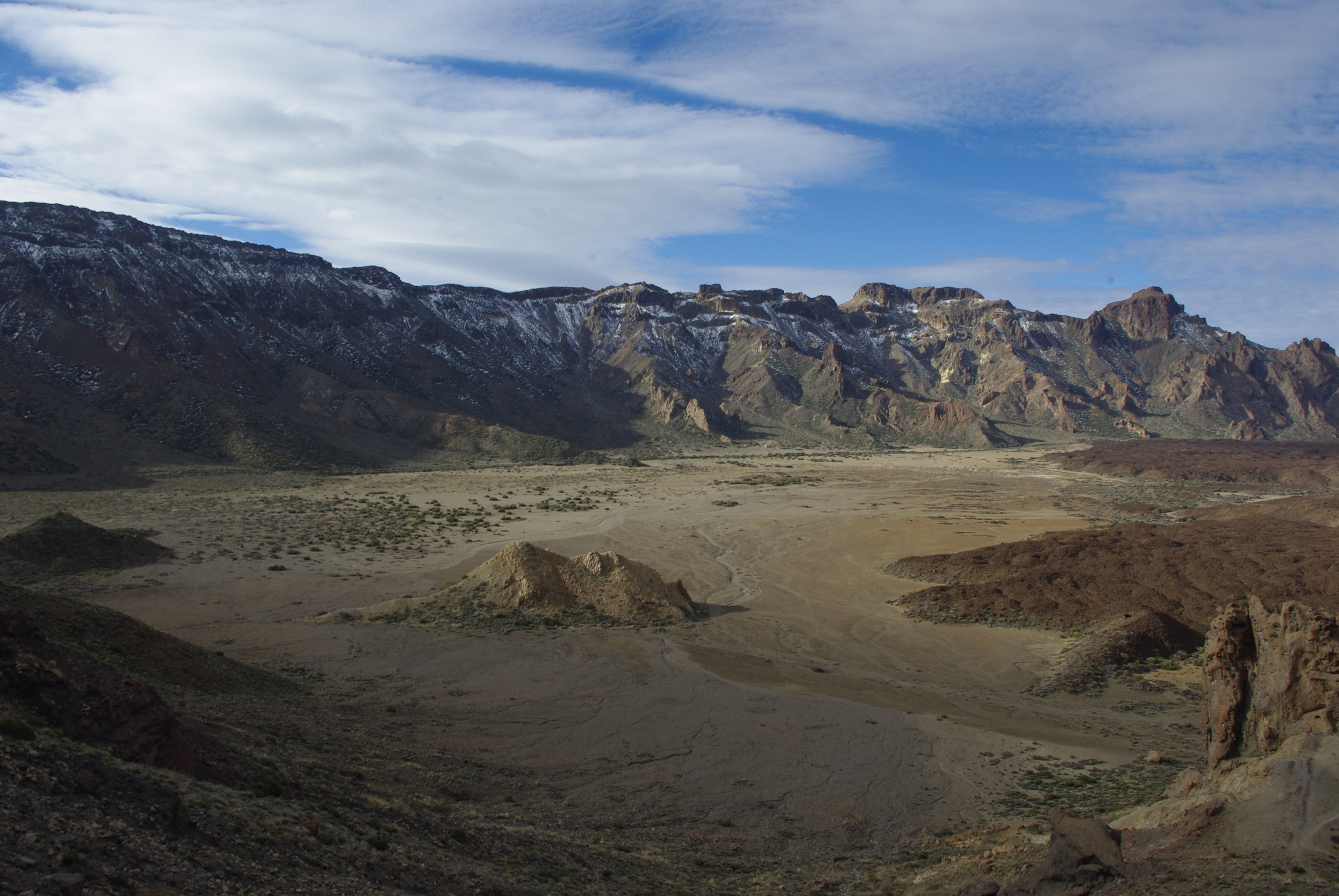
Llano de Ucanca

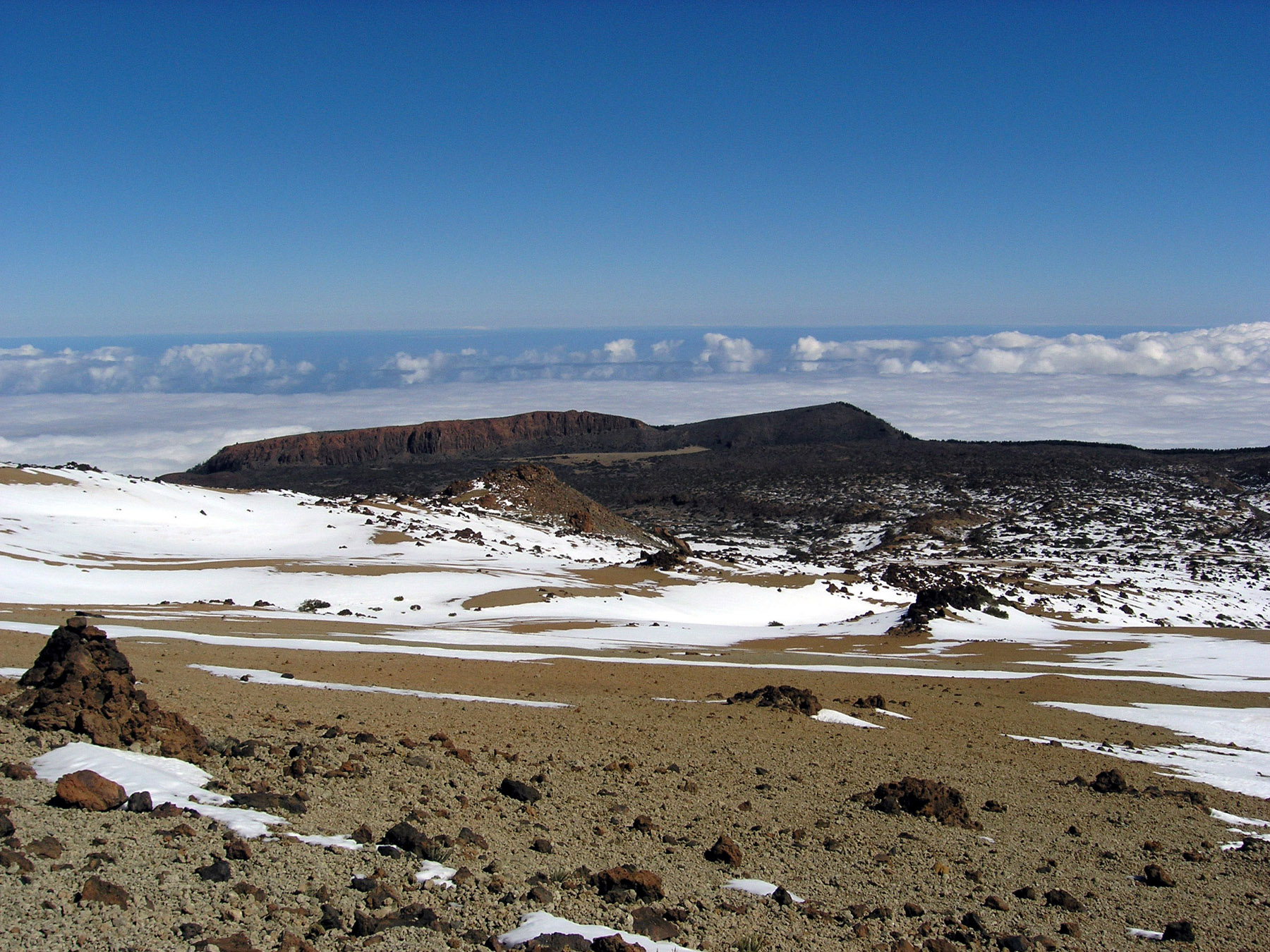
Montaña Blanca, in fondo La Fortaleza e El Cabezón

- Funivia del Teide -  è una funivia che consente di raggiungere la parte sommitale del vulcano: collega una stazione base, posta a un'altitudine di 2.356 m con la stazione La Rambleta, posta a 3.555 m.[10] Dal belvedere di quest'ultima parte un sentiero, di difficoltà alta, che consente di raggiungere la cima del Teide; per l'accesso a questo sentiero, noto come Telesforo Bravo, è necessario disporre di un permesso rilasciato dalla Central de Reservas Online del Organismo Autónomo de Parques Nacionales.[11]
- Pico Viejo - vulcano gemello del Teide, il Pico Viejo è più antico di quest'ultimo e termina con un ampio cratere di circa 800 metri di diametro, a 3.134 m di altezza.[12]
- Montaña de Guajara - è il picco più elevato (2718 m s.l.m.) dell'anfiteatro della caldera de Las Cañadas.
- Roques de García - si tratta di un gruppo di formazioni rocciose modellate da fenomeni di erosione, situate all'interno della caldera de las Cañadas; una delle formazioni più singolari è il Roque Cinchado.
- Llano de Ucanca - è la più grande delle due depressioni che formano Las Cañadas; è una vastissima pianura sedimentaria, ricoperta da una rada vegetazione arbustiva, in cui occasionalmente si generano dei piccoli laghetti effimeri.
- Osservatorio del Teide -  conosciuto anche come osservatorio di Izaña, è un osservatorio astronomico gestito dall'Instituto de Astrofísica de Canarias, situato sul massiccio di Izaña, a 2400 metri di quota.

- Montaña Blanca
- La Fortaleza
- El Cabezón

## Strutture ricettive
Il parco è dotato di due centri di informazione per i visitatori:
- Centro de visitantes El Portillo - situato all'accesso settentrionale del Parco 28.3045°N 16.56652°W
- Centro de visitantes Cañada Blanca - situato in prossimità delle Roques de García